# Жибек Жолы (Сарыагашский район)
Жибек Жолы (каз. Жібек жолы, с 1895 по 1990 год — Черняевка  , с 1946 по 1993 год — Полторацкий ) — село в Сарыагашском районе Туркестанской области Казахстана. Административный центр Жибекжолинского сельского округа. Находится примерно в 16 км к востоку от районного центра, города Сарыагаш. Код КАТО — 515461100.

## История
Старожилы называют поселок Черняевка. Память о покорителе Ташкента увековечена в названии  поселка, что в 20 километрах северо - восточнее Ташкента. Сохранилась арка на Чимкентской дороге, построенная в 1866 году с надписью:  "выехал 10 марта 1866 года, возвратился - оставлено место" . Село предположительно образовалось в (1864)—1865), в период русско-кокандской войны. В одном из её эпизодов, а именно во время завоевания Ташкента Российской империей, отряд подполковника Черняева М.Г. после взятия ранее считавшимся неприступным Чимкент в июле 1864 года русскими войсками под его командованием военно-политическая обстановка в регионе заставила Черняева предпринять активные действия по захвату Ташкента. Отряд, состоявший из 1300 солдат и офицеров, а также 10 орудий, на момент второго штурма организовали временное поселение, которое после взятия Ташкента стало селом, где содержался гарнизон города. Село в основном состояло из семей солдат и офицеров, а также жителей, которые обслуживали гарнизон.
В 1895 году было отпущено 360 рублей  на наём мирабов для вновь устраиваемых русских поселений Сырдарьинской области ( Черняевка , Кауфманское и Самарское) .  Черняевка появляется на Карте Азиатской России 1895 составленной Коверским . Черняевка наряду с Константиновкой, Фогелевкой была поселением с преимущественным проживанием русских немцев .
В 1898 Черняевка входила в состав Семиреченской области .
В 1933 через Черняевку проходил автомобильный Каракумский пробег .
Полторацкий названо в честь Полторацкого Павела Герасимовича советского государственного и партийного деятеля, появляется на послевоенной карте 1946 .
На топографической карте СССР 1971-1988 годов масштаба 1:500000 (в 1 см. 5 км.) обозначена Черняевка Полторацкое .  На карте 1987 отмечена Черняевка . На топографической карте Казахстана в 2003 отмечена Черняевка Полторацкое .
Черняевка, как ближайшее загородное место, была одним из главным местом отдыха Ташкентцев .
В 1989 в октябре - ноябре через Казахстан прошла рекогносцировочная Международная экспедиция «Великий Шелковый путь» по маршруту: Черняевка - Туркестан - Чимкент - Джамбул - Луговое .

## Население
В 1999 году население села составляло 5674 человека (2832 мужчины и 2842 женщины). По данным переписи 2009 года, в селе проживало 7537 человек (3727 мужчин и 3810 женщин).

## Образование
В селе имеются две общеобразовательные школы имени Амангелды и Алькея Маргулана. Школа Алькея Маргулана построена в 1975 году и изначально носила имя Полторацкого Владимира Александровича. Чуть позже была переименована в школу им. Алькея Маргулана. В ней расположен небольшой музей в честь ученого археолога Алькея Хаканулы Маргулана, который помогла открыть дочь профессора Данель Маргулан к 100-летию ученого, предоставив материалы с домашнего архива профессора.

## В литературе
Черняевка упоминается в  книге корейской героини, уехавшей из Кореи в Россию, депортированной с Дальнего Востока в Узбекистан, переехавшей в Бельгию и создавшей АКЕ – Ассоциацию корейцев Европы .